# Claudia Steinmann-Peczinka
Claudia Steinmann-Peczinka (geb. Peczinka, * 21. Januar 1968 in Zürich) ist eine Schweizer Unternehmerin, Moderatorin und ehemalige Synchronschwimmerin.

## Sportliche Laufbahn
Claudia Peczinka startete in ihrer aktiven Karriere als Synchronschwimmerin für den Zürcher SV Limmat, heute Limmat Sharks Zürich. Die 1961 gegründete Kunstschwimmsparte nannte sich innerhalb des Vereins „Limmat-Nixen“ und gliederte 1998 aus dem SV Limmat Zürich aus, so dass sie fortan ein eigenständiger Verein waren.

### Schweizermeisterschaften
Peczinka nahm an einigen Schweizer Meisterschaften im Synchronschwimmen teil. 1984 konnte sie im Duett ihre erste Bronzemedaille gewinnen und diesen Erfolg in den Jahren 1985 und 1986 mit Caroline Sturzenegger und 1987 mit Daniela Jordi wiederholen. 1988 und 1989 erreichte sie mit Jordi jeweils den zweiten Duett-Platz der nationalen Meisterschaften, bevor dieses Duett 1990 Schweizer Meister im Synchronschwimmen wurde. Diesen Titel verteidigte Peczinka 1991 und 1992 mit einer anderen Partnerin, Caroline Imoberdorf.
Im Solo errang Peczinka 1986, 1987 und 1989 den dritten, sowie 1988 den zweiten Rang bei den Schweizermeisterschaften. Von 1990 bis 1992 konnte Peczinka dreimal in Folge den Titel als Schweizermeisterin für sich entscheiden.
In der Zeit ihrer Podestplätze im Solo und Duett gewannen die Limmat-Nixen sechsmal die Titel im Teamwettbewerb bei der nationalen Meisterschaft.

### Olympiateilnahmen
1988 konnte sich Peczinka im Einzel als eine von drei Synchronschwimmerinnen aus der Schweiz für den Pflichtwettkampf der Olympischen Sommerspiele in Seoul qualifizieren. Hier belegte sie den 24. Rang.
Bei den Olympischen Sommerspielen 1992 in Barcelona ging Peczinka sowohl im Solo als auch im Duett mit Caroline Imoberdorf an den Start. Im Solo belegte sie Rang 15, im Duett Rang 12.

## Leben
Claudia Steinmann-Peczinka ist seit 1993 mit dem ehemaligen Modernen Fünfkämpfer und Olympiateilnehmer Peter Steinmann verheiratet und hat zwei Söhne, darunter den Squashspieler Dimitri Steinmann.
1998 gründete sie mit ihrem Mann das Video-Produktionsunternehmen Polyvision GmbH und starteten die TV-Ferien- und Reisesendung Globe TV. Mit der Übernahme des ehemaligen TV-Senders HasliTV (heute TeleZ) startete sie ihre Karriere als Talkerin. Heute führt sie die Redaktion auf TeleZ. Seit 2003 moderiert Claudia Steinmann ihre eigene Talksendung. In der Sendung «Konkret» empfängt sie wöchentlich Gäste aus Politik, Kultur, Sport und Boulevard.